# Tachusina
Tachusina is een geslacht van hooiwagens uit de familie Gonyleptidae.
De wetenschappelijke naam Tachusina is voor het eerst geldig gepubliceerd door Strand in 1942. 

## Soorten
Tachusina is monotypisch en omvat slechts de volgende soort:
- Tachusina keyserlingii